# Elateroidea
Elateroidea este o suprafamilie de Coleoptere descrisă în 1815, care conține căteva familii mari. Mai jos este o listă de familii: 
- Anischiidae
- Artematopodidae
- Brachypsectridae
- Cantharidae
- Cerophytidae
- Drilidae
- Elateridae
- Eucnemidae
- Lampyridae
- Lycidae
- Omalisidae
- Omethidae
- Phengodidae
- Plastoceridae
- Podabrocephalidae
- Rhagophthalmidae (probabil în Lampyridae)
- Rhinorhipidae
- Throscidae